# ناکسوس (شهر)
ناکسوس (به لاتین: Naxos) یک شهر در یونان است که در Naxos and Lesser Cyclades Municipality واقع شده‌است.